# セバスティアン・シアニ
セバスティアン・シアニ（Sébastien Siani 、1986年12月21日 - ）は、セネガル・ダカール出身のプロサッカー選手。カメルーン代表。ポジションは、ミッドフィールダー。

## クラブ経歴
2005年7月、ユニオン・ドゥアラからRSCアンデルレヒトに移籍。2006年7月、SVズルテ・ワレヘムに半年間の契約でレンタル移籍。2007-08シーズンはロイヤル・ユニオン・サン＝ジロワーズにレンタル移籍。2009年夏、シント＝トロイデンVVにレンタル移籍。

## 代表歴
シアニ自身はセネガルで生まれたが、両親がカメルーン出身のためカメルーン代表を選んだ。2015年10月10日に行われたナイジェリアとの親善試合で初キャップ。

### 代表での得点
| # | 日時          | 場所           | 相手             | スコア | 結果 | 大会                               |
| - | ------------- | -------------- | ---------------- | ------ | ---- | ---------------------------------- |
| 1 | 2016年3月26日 | リンベ         | 南アフリカ共和国 | 1–1    | 2–2  | アフリカネイションズカップ2017予選 |
| 2 | 2017年1月18日 | リーブルヴィル | ギニアビサウ     | 1–1    | 2–1  | アフリカネイションズカップ2017     |

## タイトル

### カメルーン代表
- アフリカネイションズカップ: 1回: 2017[5]